# Acrotomodes
Acrotomodes is een geslacht van vlinders van de familie spanners (Geometridae), uit de onderfamilie Ennominae.

## Soorten
- A. amplificata Dognin, 1924
- A. bola Druce, 1892
- A. borumata Schaus, 1901
- A. casta Prout, 1910
- A. cretinotata Dognin, 1902
- A. croceata Warren, 1905
- A. chiriquensis Schaus, 1901
- A. erodita Debauche, 1937
- A. hemixantha Prout, 1910
- A. hepaticata Warren, 1895
- A. hielaria Schaus, 1901
- A. leprosata Warren, 1907
- A. lichenifera Warren, 1904
- A. nigripuncta Warren, 1897
- A. nigroapicata Dognin, 1924
- A. olivacea Bastelberger, 1908
- A. polla Druce, 1892
- A. puma Warren, 1895
- A. sporadata Warren, 1905
- A. unicolor Warren, 1906